# لوثروب ستودارد
لوثروب ستودّارد (بالإنجليزية: Lothrop Stoddard)‏ (1883 - 1950 م) مؤرخ وصحفي أمريكي.
ولد سنة 1301 هـ (1883 م) في بروكلين وتخرج في جامعة هارفارد سنة 1323 هـ (1905 م).

## آثاره
أشهر آثاره: «حاضر العالم الإسلامي» - نقله إلى العربية عجاج نويهض (المطبعة السلفية – القاهرة، 1343 هـ / 1924م). ومن كتبه أيضا: «الثورة على الحضارة» و«الإنسانية تحت سيطرة العلم».